# Orchestina lahj
Orchestina lahj is een spinnensoort in de taxonomische indeling van de Dwergcelspinnen (Oonopidae).
Het dier behoort tot het geslacht Orchestina. De wetenschappelijke naam van de soort werd voor het eerst geldig gepubliceerd in 2006 door Michael Saaristo & van Harten.